# Chiến tranh Nam Tư
Chiến tranh Nam Tư là một loạt các cuộc chiến tranh và nổi dậy dựa trên sắc tộc đã kéo dài từ năm 1991 đến năm 2001 bên trong lãnh thổ Nam Tư cũ. Những cuộc chiến tranh này đi cùng và/hoặc tạo điều kiện cho sự đổ vỡ của nhà nước Nam Tư, khi các nước cộng hòa cấu thành tuyên bố độc lập, nhưng các vấn đề của các dân tộc thiểu số ở các nước mới (chủ yếu là người Serb, Croat và người Albania) vẫn chưa được giải quyết vào thời điểm nước cộng hòa được công nhận trên bình diện quốc tế. Các cuộc chiến thường được coi là một loạt các xung đột quân sự riêng biệt nhưng liên quan đã xảy ra, và bị ảnh hưởng, hầu hết các nước cộng hòa cũ của Nam Tư.
Các cuộc chiến tranh (với một số ngoại lệ) đã kết thúc thông qua các hiệp định hòa bình, liên quan đến sự công nhận quốc tế đầy đủ các quốc gia mới, nhưng với những thiệt hại kinh tế to lớn cho khu vực. Ban đầu, Quân đội Nhân dân Nam Tư (JNA) tìm cách bảo vệ sự thống nhất của toàn thể Nam Tư bằng cách đàn áp các chính phủ ly khai, nhưng ngày càng bị ảnh hưởng bởi chính phủ Slobodan Milošević của Serbia, điều này đã gợi lên những lời hùng biện chủ nghĩa dân tộc của Serbia và sẵn sàng ủng hộ nhà nước Nam Tư. Trong chừng mực sử dụng nó để duy trì sự thống nhất của người Serbia trong một tiểu bang. Kết quả là, JNA bắt đầu đánh mất những quân nhân người Slovenia, Croatia, Kosovo, Albania, Bosnia và Macedonia, và đã trở thành một quân đội của Serbia Theo báo cáo của Liên Hợp Quốc năm 1994, phía Serbia đã không nhằm khôi phục lại Nam Tư, nhưng để tạo ra một "đại Serbia" từ các vùng của Croatia và Bosnia. Các phong trào chống kỳ thị khác cũng đã được đưa vào cuộc chiến tranh, chẳng hạn như "Đại Albania" và "Đại Croatia"..
Thường được mô tả như là trận chiến đẫm máu nhất châu Âu kể từ Thế chiến thứ hai, xung đột đã trở nên nổi tiếng với các tội ác chiến tranh, bao gồm thanh trừng sắc tộc, tội ác chống lại nhân loại và hãm hiếp. Đây là những cuộc xung đột đầu tiên của châu Âu kể từ Thế chiến II được chính thức đánh giá là có tính chất diệt chủng và nhiều thành viên chủ chốt quan trọng sau đó bị buộc tội vì tội ác chiến tranh. Toà án Hình sự Quốc tế cho Nam Tư cũ (ICTY) được LHQ thiết lập để truy tố những tội ác này.
Theo Trung tâm Quốc tế về Công lý Chuyển tiếp, cuộc chiến Nam Tư dẫn đến 140.000 thiệt mạng. Trung tâm Pháp luật Nhân đạo ước tính rằng trong các cuộc xung đột ở các nước cộng hòa cũ của Nam Tư, có ít nhất 130.000 người thiệt mạng.